# 시즈정
시즈정(市津町)은 지바현 이치하라군에 일찍이 존재했던 정이다. 현재의 이치하라시 북동부에 해당한다.

## 역사
- 1955년 2월 11일 - 시토촌, 우루쓰촌이 합병해 이치하라군 시즈촌이 성립하였다.
- 1961년 4월 1일 - 이치하라정, 고이정, 산와정, 아네사키정과 합병해, 이치하라시가 되었다.

## 관련링크
- 千葉県市原郡市津村 (12B0090013) - 歴史的行政区域データセットβ版